# Elina Eggers
Elina Elisabeth Eggers, född 12 mars 1987 i Högalids församling i Stockholm, är en svensk idrottsman (simhoppare).
Hon tog EM-silver på höga hopp 2006 och 2007 och har 10 SM-guld. Eggers tävlar för SK Neptun. Var tidigare med i Stockholmspolisens IF.

## Meriter
- OS-final höga hopp Peking 2008
- EM-silver på höga 2006 o 2007
- VM-semifinal höga, 2007
- Fyra på UVM 3 m, 2004
- EJM-silver på höga, 2002
- EJM-brons synchro 3 m, 2003
- 10 SM-Guld